# Rhopica obtusata
Rhopica obtusata är en tvåvingeart som beskrevs av Liu 2001. Rhopica obtusata ingår i släktet Rhopica och familjen puckelflugor. Inga underarter finns listade i Catalogue of Life.